# اچ‌دی ۱۷۶۵۲۷
اچ‌دی ۱۷۶۵۲۷ یک ستاره است که در صورت فلکی شلیاق قرار دارد.